# Trente-six Heures à vivre

Trente-six Heures à vivre (The Noose Hangs High) est un film américain réalisé par Charles Barton et sorti en 1948.
C'est un remake avec le duo Abbott et Costello du film d'Universal Pictures For Love or Money (1939). 

## Fiche technique
- Titre original : The Noose Hangs High
- Réalisation : Charles Barton
- Scénario : John Grant, Howard Harris, Charles Grayson, Arthur T. Horman
- Production : 	Charles Barton
- Distributeur : Eagle-Lion Films[1]
- Musique : Irving Friedman
- Montage : Harry Reynolds
- Pays de production :  États-Unis
- Durée : 77 minutes
- Dates de sortie: 
  - États-Unis : 5 avril 1948

## Distribution
- Bud Abbott : Ted Higgins
- Lou Costello : Tommy Hinchcliffe
- Joseph Calleia : Nick Craig
- Leon Errol : Julius Caesar 'J.C.' McBride
- Cathy Downs : Carol Blair
- Mike Mazurki : Chuck
- Fritz Feld : le psychiatre
- Herb Vigran : un voleur

## Rééditions
Une version du film est sortie en DVD en 2005. Une version remastérisée est sortie en DVD et Blu-Ray en 2017.